# Jean-Louis Roy (réalisateur)
Pour les articles homonymes, voir Roy et Jean-Louis Roy.
Jean-Louis Roy, né en 1938 à Lugano et mort le 28 mars 2020,, est un réalisateur et scénariste de télévision suisse.

## Biographie
Dès son plus jeune âge, il est passionné de cinéma, où il fréquente les cinémas du quartier de Plainpalais, le Corso et le Colibri (qui devient, en 1950, le Pélican, rue de Carouge). Il rêve de voir la machine de projection des films dans les salles de cinéma. À l'âge de 12 ans, il organise dans sa chambre le Ciné-jovial, des séances de cinéma pour les gamins du quartier, qui sont jusqu'à 60 à venir regarder des films de Chaplin ou de Buster Keaton. En 1954, à 16 ans, il est embarqué par René Schenker dans l'aventure de la Télévision genevoise expérimentale qui compte une douzaine de passionnés, et qui, le 1er novembre de la même année, devient la TSR. On le charge de faire le son des interventions de la speakerine. En parallèle, il se lance dans un apprentissage de photographe, au vu de l'avenir alors incertain de la télévision. 
A la TSR, Il est tout d'abord cadreur, puis monteur film, notamment pour Claude Goretta, auprès de qui il apprend l'écriture cinématographique, avant de passer, en 1963, à la réalisation. En 1964, il remporte -  avec son compatriote suisse, le réalisateur Pierre Koralnik - le trophée de la Rose d'or au Festival international de Montreux pour Happy End, une fiction poétique inspirée du monde du cinéma. Cette récompense prouve que la Suisse peut alors régater avec les productions d'autres pays. C'est aussi ce qui anime son projet d'un film d'espionnage tourné à Genève, qui sera L'inconnu de Shandigor (1967), avec une distribution internationale (Serge Gainsbourg, Jacques Dufilho, Ben Carruthers), ce qui lui vaudra le refus de l'aide financière de la Confédération, parce que le film n'est pas assez suisse, bien qu'il représente la Suisse aux Festivals de Cannes et de Locarno. Sans financement, la production de films pour le cinéma sera difficile pour Jean-Louis Roy, et il retournera immédiatement travailler à la télévision. Pourtant, ce film, avec La Lune avec les dents, de Michel Soutter, présenté la même année à Locarno, ouvrent une porte en démontrant qu'un nouveau cinéma de qualité est possible en Suisse. 
Pour la musique de ses films, il bénéficie de la collaboration de son père, Alphonse Roy, flûtiste soliste à l'Orchestre de la Suisse romande, et qui composera notamment la musique de D'un jour à l'autre et de L'inconnu de Shandigor.
C'est dans le cadre du Groupe 5 (dont il est l'un des initiateurs) qu'il tourne Black Out en 1970. Ce groupe de réalisateurs crée un langage, un style, une émulation au sein des équipes de télévision suisse romande, avec une volonté de mieux montrer la réalité du pays.
À partir de 1972, il va privilégier avant tout le reportage en réalisant des documentaires de création, dont notamment L'Indien des Acacias (1972), La Maison des souvenirs (1973), ou encore Romands d'amour (1983). Il choisit volontiers des sujets considérés comme hors des normes de l'époque, comme la transidentité, l'exorcisme, etc. En 2001, il propose et présente Portraits passion, une série de vingt émissions qui regroupent quelques-uns de ses meilleurs documentaires de création. Il a pris sa retraite en 2006.

## Filmographie
- 1958 : Carnaval de Nice, court-métrage
- 1958 : Le Roussillon, court-métrage
- 1958 : Lumière de fête, court-métrage (avec François Bardet)
- 1960 : D'un jour à l'autre, court-métrage, présenté à Locarno
- 1962 : La Belle au bois dormant, court-métrage
- 1963 : Le futur actuel, court-métrage
- 1963 : Opinion
- 1964 : Happy End, Rose d'or au Festival de Montreux
- 1965 : Ndjaick Paul : moi, un noir, court-métrage
- 1967 : Cover-girl, court-métrage
- 1967 : L'Inconnu de Shandigor[8], présenté à Cannes et à Locarno
- 1968 : C.-F. Landry, court-métrage documentaire
- 1968 : Le rouge et le noir, court-métrage
- 1968 : Maurice Chappaz, court-métrage documentaire
- 1968 : Moi Bertram, court-métrage
- 1968 : Monsieur le Capitaine, court-métrage
- 1968 : Suivez les guides, court-métrage documentaire
- 1969 : Ils étaient 177, court-métrage
- 1969 : L'homme du Tumulus, court-métrage
- 1970 : Albert Januarius di Decarli, court-métrage documentaire
- 1970 : Black Out
- 1970 : Douze jeunes en colère, court-métrage
- 1970 : Hugues Aufray, court-métrage documentaire
- 1970 : L'école ouverte au monde, documentaire
- 1970 : Récréations
- 1971 : À chances égales, court-métrage documentaire
- 1971 : Ce jour-là à Sonvillier, court-métrage
- 1971 : Hans Jorg Gisiger sculpteur, court-métrage documentaire
- 1971 : Jean Baier ou L'équilibre géométrique, court-métrage documentaire
- 1971 : Kosta Alex ou L'homme au chapeau, court-métrage documentaire
- 1972 : Jean-François Comment ?, court-métrage documentaire
- 1972 : Le peintre Henri Roulet, court-métrage documentaire
- 1972 : L'indien des Acacias, court-métrage documentaire
- 1972 : Peter Knapp vous avez manqué, court-métrage documentaire
- 1972 : Samuel Burnand, le Messager boiteux, court-métrage documentaire
- 1973 : Chacun dans ses meubles, court-métrage documentaire
- 1973 : Gérard Bregnard peintre et sculpteur, court-métrage documentaire
- 1973 : La Maison des souvenirs, court-métrage documentaire
- 1973 : Le monde imaginaire d'André Masson, court-métrage documentaire
- 1973 : Le peintre Leo Andenmatten, court-métrage documentaire
- 1973 : Leonardo Cremonini ou Les jeux sans règles, court-métrage documentaire
- 1973 : Les Indiens de la colère, court-métrage documentaire
- 1973 : Mythologies d'André Masson, court-métrage documentaire
- 1973 : Raymond Roussel ou Le génie à l'état pur, court-métrage documentaire
- 1974 : Grand'Maman, c'est New-York, court-métrage documentaire
- 1974 : Ric-rac rock : mini portrait d'Alfred Hofkunst, court-métrage documentaire
- 1974 : Viva Verdi, court-métrage documentaire
- 1975 : La bière ou La guerre des blondes, court-métrage documentaire
- 1975 : La mode rétro, court-métrage documentaire
- 1975 : La mort escamotée, court-métrage documentaire
- 1975 : Naïf, qui est-tu ?, court-métrage documentaire
- 1975 : Nous irons à Paris, court-métrage documentaire
- 1975 : Quelque part, quelqu'un, court-métrage documentaire
- 1976 : Madame Mary Marquet, deux courts-métrages documentaires
- 1976 : Yves Robert : avant la Guerre des boutons, court-métrage documentaire
- 1977 : Bons baisers de Majorque, court-métrage documentaire
- 1977 : Derrière le miroir, documentaire
- 1977 : Max Bill, court-métrage documentaire
- 1978 : Autopsie d'une pollution, documentaire
- 1978 : Charles Trenet, documentaire
- 1980 : Talou
- 1981 : Images souvenir, court-métrage documentaire
- 1982 : Le boum de la vidéocassette, court-métrage documentaire
- 1982 : Vidéo gratias, court-métrage documentaire
- 1984 : Profession : exorciste, court-métrage documentaire
- 1984 : Romands d'amour, court-métrage documentaire[7]
- 1985 : Elvis mon amour, court-métrage documentaire
- 1985 : Faites-moi tourner la tête, documentaire
- 1986 : La danseuse et le petit soldat, court-métrage documentaire
- 1987 : Sosie, court-métrage documentaire
- 1988 : Petites annonces pour grand amour, court-métrage documentaire
- 1988 : Rêve de bistrot, court-métrage documentaire
- 1989 : Les sorciers dans la ville, court-métrage documentaire
- 1989 : Monsieur X, court-métrage documentaire
- 1990 : Thaïlande, paradis d'amour, court-métrage documentaire
- 1992 : Les Séducteurs, documentaire
- 1993 : Corps dévoilés, court-métrage documentaire
- 1993 : Le déclic des anges, court-métrage documentaire
- 1997 : Allo, Colette, court-métrage documentaire
- 1997 : Énigmes et aventures, court-métrage documentaire
- 1997 : Lausanne-Hollywood, court-métrage documentaire
- 1997 : Le Temps des copains, court-métrage documentaire
- 1997 : Les fous volants, court-métrage documentaire
- 1997 : Les ondelines, court-métrage documentaire
- 1997 : Monsieur Réveil-matin, court-métrage documentaire
- 1997 : Radio buissonnière, court-métrage documentaire
- 1997 : Radio théâtre, court-métrage documentaire
- 1998 : J'ai deux amours, court-métrage documentaire
- 1998 : Jane et Jack Rollan, court-métrage documentaire
- 1998 : Le dernier micro, court-métrage documentaire
- 1998 : Le micro d'Émile, court-métrage documentaire
- 1998 : Micro magique, court-métrage documentaire
- 1998 : Monsieur Oin-Oin, trois courts-métrages documentaires
- 1998 : Visiteurs du soir, court-métrage documentaire
- 2001 : Portraits passions : 20 émissions regroupant ses meilleurs documentaires